# Martin Witherspoon Gary

Martin Witherspoon Gary

Martin Witherspoon Gary (* 25. März 1831 in Cokesbury, Greenwood County, South Carolina; † 9. April 1881 in Edgefield, South Carolina) war ein US-amerikanischer Politiker und Brigadegeneral der Konföderierten Staaten von Amerika im Sezessionskrieg.

## Leben
Gary wurde 1831 als Sohn von Dr. Thomas Reeder Gary und Mary Ann, geb. Porter, in Cokesbury geboren. Seine Schulausbildung erhielt er in Cokesbury, bevor er 1850 am South Carolina College studierte. Wegen seiner Teilnahme an der Great Biscuit Rebellion im Jahr 1852 wurde er der Schule verwiesen und studierte anschließend an der Harvard University in Cambridge, Massachusetts, wo er 1854 graduierte. 1855 wurde Gary als Anwalt zugelassen, eröffnete in Edgefield eine Anwaltspraxis und betätigte sich in der Politik. 1860 wurde er, als überzeugter Sezessionist in das Repräsentantenhaus von South Carolina gewählt.

## Sezessionskrieg
Bei Ausbruch des Bürgerkriegs trat Gary in die Armee der Südstaaten ein und wurde Captain der Infanterie. Bei der Ersten Schlacht am Bull Run am 21. Juli 1861 bekam er die Leitung über Hamptons Legion, wie seine Einheit auch genannt wurde. 1862 wurde er Lieutenant Colonel (Oberstleutnant) eines Infanteriebataillons und wenig später zum Colonel (Oberst) befördert mit dem Kommando über ein Regiment. Gegen Ende des Jahres 1863 wurde Gary als Unterstützung zur Tennessee-Armee versetzt, anschließend zur Nord-Virginia-Armee. 1864 beförderte man ihn zum Brigadegeneral. Anschließend unterstützte er General Lee bei dessen vom 29. März – 9. April 1865 andauernden Appomattox-Feldzug, trennte sich jedoch von ihm vor dessen Kapitulation bei Appomattox Court House und geleitete mit 200 Mann seiner Brigade Präsident Davis bei seiner Flucht aus Greensboro.
Nach dem Krieg ging Gary zurück nach Edgefield, führte seine Anwaltspraxis weiter, betätigte sich in der Politik, bewirtschaftete eine Baumwoll-Plantage und tätigte mehrere riskante Geschäfte. 1876 und 1878 wurde er in den Senat von South Carolina gewählt, 1880 kandidierte er erfolglos für den Posten des Gouverneurs. Nach seiner politischen Niederlage kehrte er zurück nach Edgefield, wo er am 9. April 1881 verstarb. Beigesetzt wurde er in seiner Geburtsstadt Cokesbury.